# Ernest Goldberger
Ernest Goldberger (geb. 24. Juni 1931 in Basel als Ernst Goldberger; gest. 2009 in Israel) war ein schweizerisch-israelischer Sozialwissenschaftler, Unternehmer und Autor.
Goldberger studierte Volkswirtschaft und Soziologie und promovierte 1956 an der Universität Basel bei Edgar Salin in Sozialwissenschaften mit einer Dissertation über die Preisentwicklung der Frühzeit des neu gegründeten israelischen Staates. 
Ab 1991 lebte er in Israel. Seine dortigen Erlebnisse und Erfahrungen, die für ihn in höchstem Grade enttäuschend waren, schilderte er in seinem 2004 erschienenen Buch Die Seele Israels und gab darin gleichzeitig eine Analyse der, wie er es erlebte, historischen Fehlentwicklungen und der von ihm ausgemachten Krise des Staates. Verschiedene Rezensionen betonen die vollkommen einseitige Darstellungsweise des Buches.

## Werk
- Preisbewegungen in Israel 1949–1953. Eine Studie zu den Grundproblemen der Gesellschaft, Wirtschaft und Wirtschaftspolitik Israels, Dissertation, Polygraphischer Verlag AG, Zürich 1956
- mit Klaus Müller.: Unternehmens-Kooperation bringt Wettbewerbsvorteile : Notwendigkeit u. Praxis zwischenbetriebl. Zusammenarbeit in d. Schweiz (= Nationales Forschungsprogramm Nr. 9, Mechanismen u. Entwicklung d. Schweizer. Wirtschaft). Verl. Industrielle Organisation, Zürich 1986, ISBN 978-3-85743-910-0.
- Die Schweizer Exportfibel. OSEC, Zürich, Lausanne 1989, ISBN 978-3-908065-30-2.
- Die Seele Israels. Ein Volk zwischen Traum, Wirklichkeit und Hoffnung. Verlag NZZ, Zürich 2004, ISBN 3-03823-085-5.